# Petalidi
Petalidi  este un oraș în Grecia în Prefectura Messinia.